# Cheniers
Cheniers ist eine französische Gemeinde mit 120 Einwohnern (Stand 1. Januar 2022) im Département Marne in der Region Grand Est. Sie gehört zum Arrondissement Châlons-en-Champagne und zum Kanton Châlons-en-Champagne-3.

## Lage
Sie ist umgeben von folgenden Nachbargemeinden:
| Thibie   | Villers-le-Château                          | Coolus              |
| Germinon | Kompassrose, die auf Nachbargemeinden zeigt | Écury-sur-Coole     |
| Soudron  |                                             | Nuisement-sur-Coole |

## Bevölkerungsentwicklung
| Jahr                       | 1962 | 1968 | 1975 | 1982 | 1990 | 1999 | 2008 | 2018 |
| -------------------------- | ---- | ---- | ---- | ---- | ---- | ---- | ---- | ---- |
| Einwohner                  | 63   | 51   | 59   | 64   | 78   | 73   | 113  | 105  |
| Quellen: Cassini und INSEE |      |      |      |      |      |      |      |      |